# Cribropulvinaria tailungensis
Cribropulvinaria tailungensis är en insektsart som beskrevs av Hodgson och Martin 2001. Cribropulvinaria tailungensis ingår i släktet Cribropulvinaria och familjen skålsköldlöss.
Artens utbredningsområde är Hongkong (Kina). Inga underarter finns listade i Catalogue of Life.